# Дейвид Опенхайм
Дейвид Опенхайм е американски професионален покер играч .
Той е лице на втория по големина сайт за онлайн покер FullTilt Poker.

## Постижения

### Световен покер тур
- Играни финални маси: 1
- Спечелени турнири: 0
- Финиширал в „парите“: 7

### Световни покер серии
- Играни финални маси: 0
- Спечелени турнири: 0
- Финиширал в „парите“: 11